# Ada brachypus
Ada brachypus là một loài thực vật có hoa trong họ Lan. Loài này được (Rchb.f.) N.H.Williams ex Dodson & D.E.Benn. mô tả khoa học đầu tiên năm 1989.